# Ханстен, Ааста
Ааста Ханстен (10 декабря 1824, Христиания — 13 апреля 1908, Христиания) — норвежская художница, писательница, поэтесса и феминистка. Считается первой профессиональной художницей Норвегии.

## Биография
Родилась в Христиании (ныне Осло) в семье профессора математики и астрономии. В 1844 году отправилась получать начальное художественное образование в Копенгаген, где училась у Йоргена Рёда, затем обучалась частным образом у ряда художников (в первую очередь у Йохана Горбица), в 1849 году уехала в Дюссельдорф и на протяжении трёх лет обучалась в Дюссельдорфской академии искусств; как художница считается принадлежащей к Дюссельдорфской художественной школе. По возвращении в Норвегию в 1852—1855 годах работала художницей-портретисткой в Христиании и вскоре стала известной и востребованной (её самой известной работой является портрет собственного отца, написанный в 1853 году); в 1855 году выставила свои работы на Всемирной выставке в Париже. В том же году, однако, из-за большого количества заказов и нервного перенапряжения оставила рисование и уехала жить в Телемарк, где изучала местные диалекты норвежского, а по возвращении в родной город брала уроки лингвистики. Интересовалась диалектом нюнорск, в 1862 году опубликовав на нём небольшую книгу («Skrift og Umskrift i Landsmaalet») и став первой женщиной, писавшей на этом языке. Кроме того, написала в 1850-е и 1860-е годы на нюнорске ряд стихотворений, в которых выступала с осуждением городской жизни и в защиту традиционной культуры. С 1871 года публиковала под своим именем брошюры, в которых выступала за расширение прав женщин, чем приобрела известность и вместе с тем негативную репутацию.
9 апреля 1880 года вместе с приёмной дочерью уехала из Норвегии в США, где в общей сложности прожила девять лет: шесть с половиной в Бостоне и два с половиной на Среднем Западе, в основном в Чикаго. Работала первоначально американским корреспондентом для норвежской газеты «Verdens Gang», затем занялась рисованием портретов. В США начала, как и на родине, активно участвовать в движении за женское равноправие, публиковала брошюры соответствующего содержания, участвовала в конгрессах и лекциях; в 1889 году вернулась в Норвегию, в 1904 году в качестве почётного члена вступила в Норвежское общество по правам женщин и активно участвовала в национальном феминистском движении. Её главным трудом по вопросам женского равноправия стала работа «Kvinden skabt i Guds billede» (1873, 2-е издание — 1908). В Христиании прожила до конца жизни, продолжая писать феминистские брошюры и выступать с лекциями. В конце 1907 года заболела, скончалась весной 1908 года и была похоронена на кладбище Спасителя. В 1910 году на её могиле бы установлен бюст работы Густава Вигеланда.
По воспоминаниям современников, отличалась жёстким характером, с 1870-х годов посещала кафе (что было необычно для одиноких женщин в Норвегии в то время), имела у себя дома винный погреб, крайне негативно относилась к религии и многими аспектами своего поведения стремилась подражать мужчинам, став в современной ей Норвегии объектом критики и насмешек. В современной Норвегии, однако, её фигура пользуется большим уважением. Находилась в дружеских отношениях с Генриком Ибсеном, став, по некоторым предположениям, прототипом для одной из героинь его пьесы «Столпы общества».